# James Ryder Randall
James Ryder Randall (ur. 1 stycznia 1839 w Baltimore, zm. 15 stycznia 1908 w Auguście) – amerykański dziennikarz i poeta. Został zapamiętany jako autor pieśni wojennej Maryland, My Maryland i z tego powodu był określany jako Poet Laureate of the Lost Cause (Poeta Lauretat Przegranej Sprawy). Pisał też poezje religijne.